# TEPCO Power Grid
TEPCO Power Grid (яп. 東京電力パワーグリッド) — загальна компанія з передачі та розподілу електроенергії, що обслуговує регіон Канто, всю префектуру Яманасі та східну частину префектури Сідзуока. Є дочірньою компанією TEPCO Holdings і була створена у квітні 2016 року (2016) компанією TEPCO шляхом виділення компанії. Компанія була заснована у квітні 2015 року (27 Хейсей). Скорочено TEPCO, TODEN або TODEN PG.

## Опис

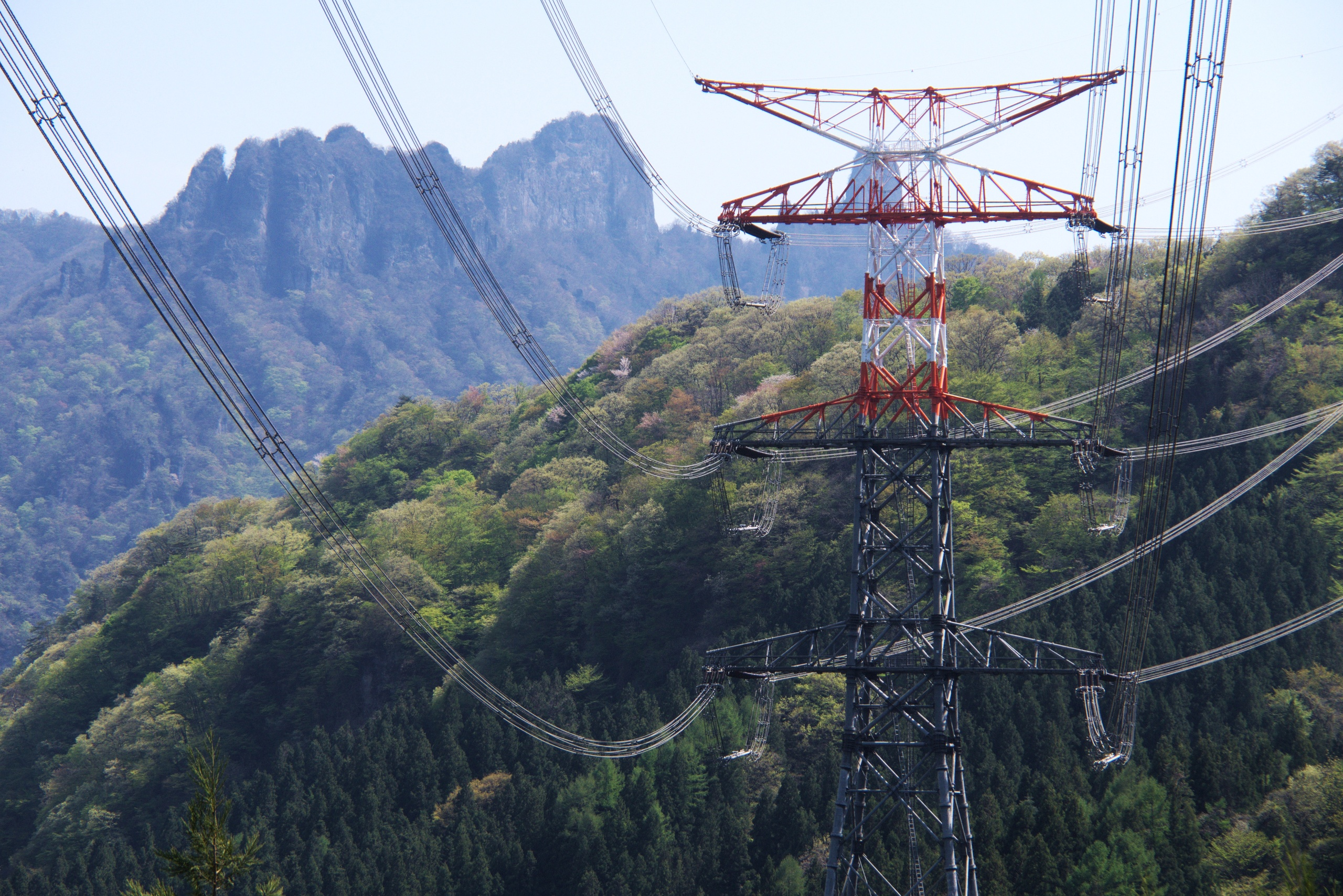
Магістральна лінія Західна Гунма (Аннака, префектура Гунма).

Компанія, обслуговує та експлуатує мережі електропередачі та розподілу, та підстанції, і надають послуги з передачі та розподілу, такі як постачання регульованої генерації та постачання міждержавних перетинів, операторам, у тому числі виробникам електроенергії та роздрібним постачальникам електроенергії. Постачає електроенергію, отриману від електростанцій виробників електроенергії, споживачам, які мають контракти з роздрібними постачальниками електроенергії, через власну мережу передачі та розподілу, а натомість отримує консигнаційну плату від роздрібних постачальників електроенергії.
До поділу Токійська електроенергетична компанія (TEPCO) була "інтегрованою компанією з управління передачею та розподілом електроенергії", вертикально інтегруючи всі аспекти виробництва, передачі та розподілу електроенергії, а також роздрібного постачання в одній компанії, але в квітні 2016 року (2016) кожна з цих сфер стала окремою компанією, а ми взяли на себе бізнес з передачі та розподілу електроенергії.